# Lutzomyia trinidadensis
Lutzomyia trinidadensis är en tvåvingeart som först beskrevs av Newstead R. 1922.  Lutzomyia trinidadensis ingår i släktet Lutzomyia och familjen fjärilsmyggor. Inga underarter finns listade i Catalogue of Life.